# Frecuencia imagen
En una recepción de radio utilizando un receptor superheterodino, la frecuencia imagen es una frecuencia de entrada no deseada que es capaz de producir la misma frecuencia intermedia (IF) que la que produce la señal de entrada deseada. Es una causa potencial de interferencias y por tanto crea problemas a la hora de obtener una recepción adecuada.
En un receptor heterodino, un mezclador alimentado mediante un oscilador local cuya frecuencia {\displaystyle f_{o}\!} sintonizable convierte la frecuencia de entrada deseada {\displaystyle f_{s}\!} a una IF prefijada {\displaystyle f_{i}\!} la cual pasa a través de filtros selectivos en frecuencia, amplificadores y detección. La salida de un mezclador simple contiene la suma y la diferencia de las dos frecuencias de entrada. Posteriormente ambas frecuencias {\displaystyle f_{o}\pm f_{s}} se convierten a la frecuencia {\displaystyle f_{i}\!}. Normalmente sólo se desea recibir una de las dos. La frecuencia no deseada se llama "imagen" de la deseada, o bien la "frecuencia espejo", debido a la simetría entre ambas frecuencias detectables respecto a {\displaystyle f_{o}\!}. La sensibilidad a la frecuencia imagen puede ser minimizada o bien mediante un filtro sintonizable que preceda al mezclador, o bien mediante un circuito mezclador mucho más complejo.
Elegir una alta IF permite el uso de un filtro simple para la primera opción. Los filtros IF fijos no contribuyen al rechazo de la imagen pero pueden ser diseñados para dejar pasar un rango determinado de frecuencias, llamado ancho de banda, que estará centrado en la frecuencia {\displaystyle f_{s}\!} del receptor.
Por ejemplo, si la señal deseada es 100.0 MHz, y la IF es 10.7 MHz, el oscilador local puede sintonizarse a 110.7 MHz, generando la señal suma (210.7 MHz) y la resta (10.7 MHz). Sin embargo, una señal de entrada que esté a 121.4 MHz generará también una señal suma (232.1 MHz) y una señal diferencia (10.7 MHz). Esta última señal será seleccionada y amplificada por las etapas IF del receptor de radio. La señal a 121.4 MHz se denomina "imagen" de la señal deseada a 100.0 MHz.
En el caso de las radiotransmisiones de difusión pública (AM, FM, etc.) los gobiernos tienen que determinar las potencias de transmisión en un espacio geográfico determinado de las señales portadoras así como su ancho de banda y frecuencias fundamentales a utilizar por las emisoras, en función de la frecuencia intermedia que manejen los radiorreceptores, evitando interferencias de este tipo.
En resumen: {\displaystyle f_{imagen}=|f_{s}-2f_{i}|\!} →{\displaystyle f_{o}<f_{s}\!}
```
          

  

    

      

        

          
f

          

            
i

            
m

            
a

            
g

            
e

            
n

          

        

        
=

        

          
|

        

        

          
f

          

            
s

          

        

        
+

        
2

        

          
f

          

            
i

          

        

        

          
|

        

        

      

    

    
{\displaystyle f_{imagen}=|f_{s}+2f_{i}|\!}

  

 → 

  

    

      

        

          
f

          

            
o

          

        

        
>

        

          
f

          

            
s

          

        

        

      

    

    
{\displaystyle f_{o}>f_{s}\!}

  

```